# Legislazione antimonopolistica
La legislazione antimonopolistica, spesso indicata con il termine inglese antitrust, nel lessico giuridico definisce il complesso delle norme che sono poste a tutela della concorrenza sui mercati economici.

## Storia
I modelli più tradizionali di regolazione dei mercati hanno antiche radici mercantilistiche e tendono tipicamente a garantire un equilibrio di mercato stabile nel lungo termine, in relazione a prezzi e quantità. Queste discipline tradizionali mirano a prevenire ed evitare la concorrenza, garantendo una presenza duratura nel mercato alle imprese esistenti ed, eventualmente, un equilibrato sviluppo del mercato a favore della collettività.
Gli strumenti amministrativi principali di tale tipo di intervento regolatorio sono: i monopoli pubblici, i controlli amministrativi discrezionali sull'ingresso nel mercato di nuove imprese, la regolazione amministrativa sui contenuti dell'offerta (dalla fissazione degli standard produttivi, al contingentamento delle quote di mercato, ai prezzi amministrati). Le barriere all'ingresso e le tariffe controllate si trovano nell'autodisciplina delle corporazioni di arti mestieri di ascendenza medievale.
In età moderna si risolse in una "cattura" del pubblico da parte delle imprese: formalmente dotato di significativi poteri regolatori, le regole del gioco erano in realtà scritte congiuntamente dai vertici delle grandi imprese pubbliche e delle corporazioni private autoregolate.
Il primo caso registrato di vertenza antimonopolistica risale al 1602 in Inghilterra con la vertenza Darcy contro Allen (11 Coke  84).
Nel 1623 il Parlamento inglese approva lo Statuto dei monopoli, che vietava tutti i monopoli (St. 21 James1, c.III).
La necessità di impedire i monopoli fu un motivo portante delle rivoluzioni commerciali del 1688 in Inghilterra e del 1789 in Francia.
All'apice del successo dello Stato sociale di origine ottocentesca, nel XX secolo si afferma l'idea di una "programmazione democratica dell'economia" tesa a sanare gli squilibri del mercato (monopoli, oligopoli, cartelli, regolazioni inefficienti) e ad assumere il ruolo di arbitro nello sviluppo di mercati autenticamente concorrenziali, indirizzando gli investimenti verso un ottimo in termini di giustizia sociale e di equilibrio locale.
Le origini del diritto antitrust sono essenzialmente anglo-americane. Benché introdotte per la prima volta in Canada, con l'approvazione nel 1889 delle leggi contro gli accordi restrittivi della concorrenza, le origini del diritto antitrust vengono comunemente fatte risalire allo Sherman Antitrust Act, la prima legge antitrust, emanata dal Congresso degli Stati Uniti su proposta del senatore dell'Ohio John Sherman nel 1890, ma concretamente applicata solo nel 1911 contro l'impero petrolifero creato dal magnate John Davison Rockefeller e contro l'American Tobacco Company. Altro esempio notevole fu lo smembramento del 1984 della Bell System.
Una terza e ultima macrofase del diritto dell'economia si afferma con la deregulation degli anni 1980, lo smantellamento dei monopoli pubblici tradizionali con l'apertura dei relativi settori alla concorrenza internazionale, un periodo transitorio gestito da autorità amministrative indipendenti dai soggetti regolati e dal potere politico.

## Caratteristiche
Tale complesso normativo, detto anche diritto antitrust o diritto della concorrenza, esercita una tutela di carattere generale al bene primario della concorrenza inteso quale meccanismo concorrenziale, impedendo che le imprese, singolarmente o congiuntamente, pregiudichino la regolare competizione economica adottando condotte che integrano intese restrittive della concorrenza, abusi di posizione dominante e concentrazioni idonee a creare o rafforzare una posizione di monopolio.
In secondo luogo, per estensione, viene definito "antitrust" anche l'organo o autorità che vigila sull'osservanza e il rispetto di tali norme, che in Italia prende il nome di Autorità garante della concorrenza e del mercato (AGCM). Le principali legislazioni moderne sono il frutto dell'affermazione del liberismo che ha prodotto due effetti: da un lato, la soppressione dei vincoli per l'economia derivanti dallo Stato, dall'altro il divieto per le imprese di abusare di posizioni dominanti a danno del consumatore.
Il fine ultimo delle normative antitrust è dunque quello di sostenere un'economia di mercato libera (dove ogni impresa assume le proprie decisioni in modo indipendente dai suoi concorrenti), in modo da garantire una forte concorrenza che conduca a una distribuzione più efficiente di merci e servizi, a prezzi più bassi, a una migliore qualità e al massimo dell'innovazione. Le norme Antitrust rappresentano quindi la risposta dei moderni ordinamenti giuridici all'eccesso di poteri di mercato e alle distorsioni a esso arrecate da accordi fra produttori.
Lo Stato, a cui è delegato il compito di costituire e controllare gli organismi antitrust, può derogare ai criteri dell'Antitrust nei casi di "Pubblica Utilità". Gli unici monopoli possibili in uno stato democratico sono infatti quelli pubblici, come sancito in Italia dall'art. 43 della Costituzione della Repubblica Italiana.
L'art. 43 della Costituzione italiana recita: "A fini di utilità generale la legge può riservare originariamente o trasferire, mediante espropriazione e salvo indennizzo, allo Stato, ad enti pubblici o a comunità di lavoratori o di utenti determinate imprese o categorie di imprese, che si riferiscano a servizi pubblici essenziali o a fonti di energia o a situazioni di monopolio ed abbiano carattere di preminente interesse generale." Le motivazioni sono le seguenti: ci sono servizi o beni di tale importanza per la Comunità da non poter essere sottoposti alle leggi di mercato, le quali impongono non un servizio legittimo per tutti, ma il massimo profitto, a discapito, eventualmente, della stessa sopravvivenza di determinate fasce di popolazione, in particolare delle fasce più deboli o meno ricche.

## Nel mondo

### Unione europea
La tradizione antitrust americana ha influenzato profondamente l'Europa. Nel secondo dopoguerra furono varate legislazioni antimonopolistiche nei principali paesi industrializzati: in Francia la disciplina è stata riformata nel 1986, in Germania e in Gran Bretagna nel 1948, in Spagna nel 1963. Un considerevole sviluppo si manifestò nell'Europa comunitaria grazie al pensiero dei padri fondatori delle Comunità europee, per i quali un ordinamento economico e sociale democratico si fondava su un sistema di mercato concorrenziale. Fu così che nel Trattato di Roma (1957) furono disciplinate le fattispecie delle intese restrittive e dell'abuso di posizione dominante (artt. 101 e seguenti del TFUE nella numerazione attuale post-Trattato di Lisbona) e, successivamente, con Regolamento n. 4064/89 del Consiglio del 21 dicembre 1989, le concentrazioni.

### Italia
In Italia l'introduzione di una normativa antimonopolistica nazionale avvenne con notevole ritardo sia rispetto agli altri Stati europei, sia rispetto alle Comunità europee: solo nel 1990, infatti, fu approvata la Legge 10 ottobre 1990, n. 287 recante "Norme per la tutela della concorrenza e del mercato". Questo ritardo è stato generalmente spiegato con il prevalere di fattori istituzionali, politici e culturali che hanno reso a lungo poco favorevole l'atteggiamento prevalente nel nostro Paese verso il mercato, l'iniziativa economica individuale e la concorrenza, a dispetto degli auspici formulati dalla dottrina giuridica fin dagli anni quaranta, in particolare da Tullio Ascarelli, e successivamente da altri avvocati e studiosi, tra cui Guido Rossi e Carlo Piana.
La legge introduce due fondamentali forme di violazione: l'abuso di posizione dominante e l'intesa restrittiva della concorrenza. Le violazioni antitrust negli Stati Uniti hanno rilevanza penale, mentre nel diritto europeo sono punibili con sanzioni amministrative.  La legge introduceva per la prima volta le authority, che già avevano una pluriennale esperienza positiva nei Paesi di common law (Inghilterra e Stati Uniti).
L'antitrust italiano ed europeo hanno il potere di infliggere sanzioni pecuniarie che possono arrivare fino al 10% del fatturato aziendale per ogni anno di violazione, e dunque dispongono di adeguati meccanismi sanzionatori. Il Parlamento italiano, nell'introdurre norme per la tutela della concorrenza similari a quelle comunitarie, ne ha voluto enfatizzare la finalità di "attuazione dell'art. 41 della Costituzione a tutela e garanzia del diritto di iniziativa economica", definendo il mercato concorrenziale come il quadro entro il quale si svolge la libertà di tale iniziativa.
Il diritto antitrust ha il duplice scopo di garantire i diritti del cittadino-consumatore e la libera concorrenza delle imprese. La nascita di un trust è associata a un più generale pericolo democratico per la posizione di forza che un soggetto monopolista di natura privata assume nel mercato di riferimento. Si pensi, ad esempio, al potere assunto nella Germania nazista dai cartelli del settore elettrico AEG, dell'acciaio (Vereinigte Stahlwerke AG) e della chimica (IG Farben).  Gli Stati nazionali potrebbero non avere la forza e l'autorevolezza di legiferare in merito a poteri economici troppo forti, che vengono a crearsi in situazioni di monopolio.

### Stati Uniti d'America
Prima dello Sherman Act, alcuni Stati federati degli Stati Uniti avevano adottato atti a tutela del solo commercio interno a ciascuno di essi. L'incremento delle concentrazioni, soprattutto in alcuni settori-chiave dell'economia americana, come i trasporti ferroviari, indusse il Congresso ad adottare lo Sherman Act, al fine di disciplinare il commercio anche tra i diversi Stati.
La sezione 1 dell'Act individuava le condotte contrastanti con la concorrenza e relative sanzioni. Si prevedevano pene piuttosto elevate, a partire dalla multa di 5.000 dollari fino alla reclusione per un anno. La legge, inoltre, autorizzava il governo federale ad avviare dei procedimenti contro le imprese che avessero messo in pericolo la concorrenza, anche se, per alcuni anni, tale potere di iniziativa non fu mai utilizzato per l'opposizione della Corte Suprema degli Stati Uniti.

## Disciplina dell'UE

### Le fattispecie
Le disposizioni antimonopolistiche sono finalizzate a che non venga impedito, ristretto o falsato il gioco della concorrenza all'interno del mercato comune: secondo l'art. 81 del Trattato di Roma (ora articolo 101 del Trattato sul funzionamento dell'Unione europea):
- fissare direttamente o indirettamente i prezzi d'acquisto o vendita ovvero altre condizioni di transazione,
- limitare o controllare la produzione, gli sbocchi, lo sviluppo tecnico o gli investimenti,
- ripartire i mercati e le altre fonti di approvvigionamento,
- applicare, nei rapporti commerciali con gli altri contraenti, condizioni dissimili per prestazioni equivalenti,
- subordinare la conclusione di contratti all'accettazione da parte degli altri contraenti di prestazioni supplementari che non abbiano alcun nesso con l'oggetto dei contratti stessi.

A norma dell'art. 85 del Trattato l'autorità preposta al controllo del rispetto dei divieti posti dagli artt. 81-82 (attualmente 101 e 102 del TFUE) è la Commissione europea, in persona del commissario alla concorrenza (dal 1999 al 2004 ha ricoperto tale carica l'italiano Mario Monti); nella maggior parte dei Paesi europei essa trova il suo omologo in autorità amministrative indipendenti come ad esempio la Competition Commission inglese e l'AGCM italiana.

### I procedimenti
Qualora venga constatata l'esistenza di un'infrazione, l'autorità controllante propone i mezzi atti a porvi termine. Qualora non sia posto termine alle infrazioni, la Commissione contesta l'infrazione ai principi con una decisione motivata; essa può essere pubblicata e autorizza gli Stati membri ad adottare le necessarie misure, di cui definisce le condizioni e modalità, per rimediare alla situazione.
Questa disposizione comporta tre ordini di intervento:
- un primo, non procedimentalizzato, di vigilanza e monitoraggio;
- un secondo suddiviso in una fase iniziativa e una istruttoria;
- l'ultimo decisionale, nel caso in cui il divieto sia violato.

È sempre compito della Commissione definire le condizioni e le modalità adatte a porre rimedio alla situazione, pur sempre basandosi sulle misure adottate dagli Stati.

## Dibattito

### Argomenti a favore
Introducendo le leggi antitrust, i consumatori dovrebbero ottenere benefici, quali prezzi ridotti, più ampia gamma di diversità di prodotti e perciò più scelta. Inoltre, poiché il potere sul mercato dei cartelli è ridotto, i produttori sono costretti a concentrare più attenzione sui bisogni, i gusti e i desideri dei singoli consumatori.
Le aziende più importanti e con maggiori disponibilità finanziarie, senza alcun controllo, potrebbero usare per emergere sul mercato la tecnica dei prezzi predatori per un periodo, finché riescono a mettere fuori gioco i concorrenti, e poi avere il controllo assoluto dei prezzi. Senza concorrenza e controllo, le maggiori aziende sarebbero libere di consolidare il proprio controllo dell'industria e decidere liberamente i prezzi. In una tale situazione, non ci sarebbe né lo stimolo né la necessità di investire in ricerca, poiché non c'è vantaggio da guadagnare sugli altri concorrenti.
Le aziende in condizione di monopolio od oligopolio hanno inoltre una consistente influenza politica e questo causa spesso una limitazione artificiosa del mercato tramite pressioni per ottenere leggi che impediscano eventuali accessi allo specifico settore di mercato.
Un esempio attuale di questa situazione viene dalle aziende di energia, proprietarie (dopo le privatizzazioni) delle reti di distribuzioni, e non disposte a cedere a proposte come quella presentata in ottobre 2007 dalla comunità europea sulla liberalizzazione del mercato. La proposta consisterebbe nel rendere pubblica la rete e dar possibilità anche ai piccolissimi produttori di energia (le stesse persone, con ad esempio dei pannelli solari) di vendere la quantità di energia prodotta. Questo porterebbe a una sorta di irreggimentazione in un settore attualmente dorato come quello della produzione di energia. Evidenti sono i benefici per il consumatore come evidenti sono i danni per gli oligopolisti dell'energia. I quali essendo in posizione di forza dispongono di ampi mezzi per opporsi su questioni politiche.
Altro esempio del danno pubblico dovuto a mancate cautele di antitrust è offerto dal noto caso del cartello delle assicurazioni, scoppiato nel 2004: le compagnie assicurative essendo in numero di circa una dozzina si erano accordate per trarre illeciti profitti a danno del consumatore che si trovava da un lato obbligato dalla legge a detenere un'assicurazione RCA, e dall'altro costretto dal cartello delle assicurazioni ad accettare i prezzi imposti dal cartello stesso. La questione si è chiusa con sentenza che condannava le compagnie di assicurazione al risarcimento dei clienti;

### Argomenti contrari
I critici dell'antitrust sostengono che esistano due diversi tipi di monopolio: il monopolio creato o supportato dalla legge (monopolio legale), e il monopolio derivato "naturalmente" dalle condizioni del libero mercato (monopolio di libero mercato). Il secondo tipo di monopolio è generalmente visto come positivo, come e in quanto spontanea espressione del libero mercato.
La critica, inoltre, sostiene che l'esperienza dimostra che la teoria del "predatory pricing" (cioè, quando un'impresa abbassa i prezzi al di sotto del margine di guadagno per costringere anche i concorrenti a fare lo stesso, portandoli così in perdita e, dunque, fuori dal mercato) non funziona nella pratica e che il fenomeno viene meglio arginato in una condizione di libero mercato, piuttosto che dalle leggi antitrust.
Inoltre, nella pratica osserviamo che anche se un imprenditore riesce ad eliminare un concorrente, la concorrenza comunque continua. Dai giudizi espressi nei casi di processi antitrust, però, sembra che se un'azienda danneggia o mette fuori gioco un concorrente, danneggi automaticamente il mercato di libera concorrenza.
L'economista Alan Greenspan argomenta che le leggi antitrust siano spesso un deterrente per gli imprenditori nella gestione delle loro aziende in maniera produttiva, poiché questi temono di incorrere in citazioni e procedimenti legali a causa di alcune loro strategie di mercato ritenute necessarie per la sopravvivenza e lo sviluppo dell'impresa, ma senza dubbio miranti a ottenere una posizione di spicco nel mercato.
Va sempre tenuto presente che il monopolio di un privato non è mai dannoso prima di essere ottenuto. Fino a quel momento infatti, si suppone che il soggetto sia costretto a ottenere una posizione di predominio ossequiando le leggi di mercato e quindi portando vantaggi economici e sociali agli utenti. Tuttavia quando una azienda si trova ad aver già acquisito una consolidata posizione di monopolio, non ha più nessun interesse a seguire le leggi di mercato mancando ora ogni forma di concorrenza. Mentre resta ovviamente vivo l'interesse per un sempre maggiore profitto e una sempre maggiore posizione di monopolio. Obiettivi che possono ora essere raggiunti restando al di fuori di un'ottica concorrenziale e penalizzando quindi consumatori, mercato e società.